# Delahaye 235
Delahaye 235 är en personbil, tillverkad av den franska biltillverkaren Delahaye mellan 1951 och 1955.
Delahaye 235 var en uppdatering av Type 135. Största förändringen var en ny serie karosser efter senaste snitt. Under skalet var dock det mesta hämtat rakt av från företrädaren. Bilen var dyr att köpa och det franska skattesystemet gjorde den därtill dyr att äga. Delahaye lade ned sin personbilstillverkning 1955, sedan företaget köpts upp av Hotchkiss och koncentrerade sig på produktionen av lastbilar istället.